# 카잔스키역
카잔스키역(러시아어: Казанский вокзал)은 러시아 모스크바에 있는 9개의 철도역 중 하나로, 콤소몰스카야 광장을 가로지르는 곳에 위치한다. 2019년 2월 기준으로, 이 역에서 40개 이상의 장거리 열차가 운행되고 있으며, 평일 기준으로 163대의 교외 전기 열차가 운행되고, 주말에는 142대의 열차가 운행된다.
카잔스키 역에서는 주로 모스크바에서 방사되는 두 개의 주요 철도 노선이 운행되는 역으로 동쪽으로는 카잔, 예카테린부르크, 남동쪽으로 랴잔까지 운행된다. 랴잔 이남 구간은 여러 방향으로 분기하여, 카잔스키 역에서 출발하는 열차는 대부분의 남동 러시아, 카자흐스탄, 그리고 소련 중앙아시아 국가(대부분 대서양 횡단 노선 경유)를 운행한다. 이 두 방향으로 운행하는 통근 열차도 카잔스키 역에서 출발한다.
동부로 향하는 모스크바 - 니즈니노브고로드 노선을 운행하는 장거리 열차도 카잔스키 역에서 이용 가능하지만 당 노선의 통근 열차는 상시 쿠르스키 철도 터미널에 도착한다.
인근에는 야로슬랍스키 역과 레닌그라드스키 역이 위치한다.

## 역사
초기 역사는 1862년부터 1864년까지 라잔 철도를 위해 건설되었고, 1894년부터 카잔 철도를 위해 지어졌다. 카잔스키 역의 현대적 건물은 1913년에 시작되어 1940년에 완성되었다. 1950년대에는 모스크바 지하철 1호선의 콤소몰스카야 역 역과 연결되는 지하 통로가 연결되었다. 1987년에서 1997년 사이에 이 역사는 재건되어 현대적인 기술 장비를 갖추게 되었다.

## 사진

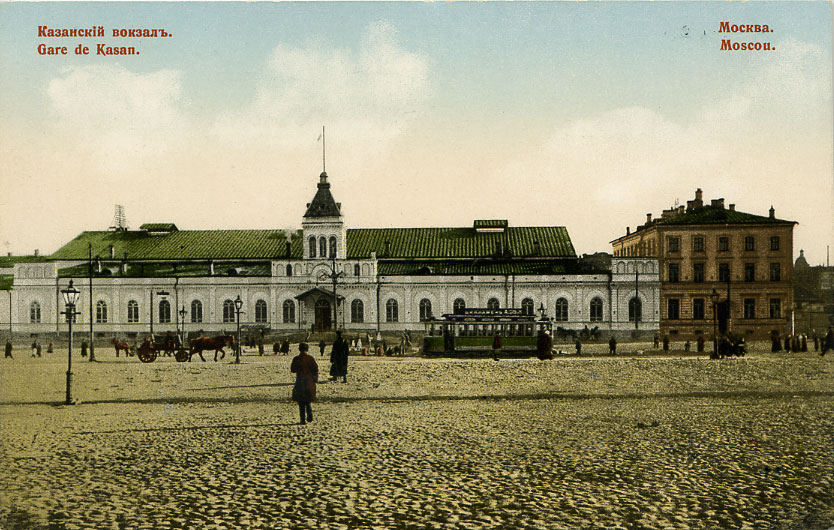
1913년의 카잔스키 역
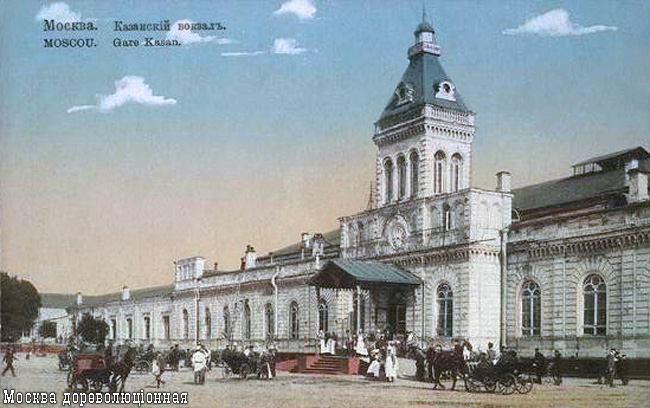
1913년의 랴잔 역
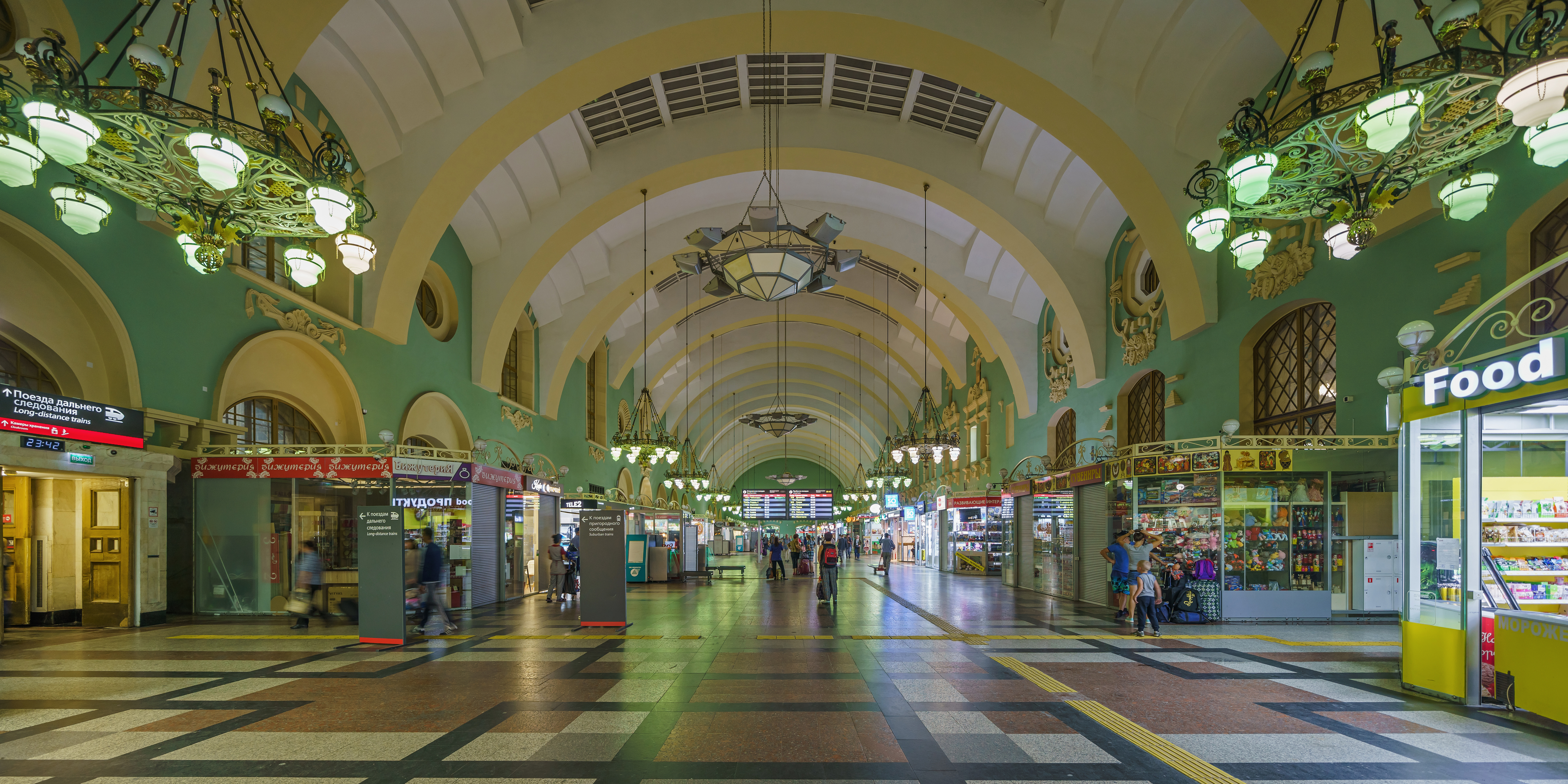
내부 인테리어
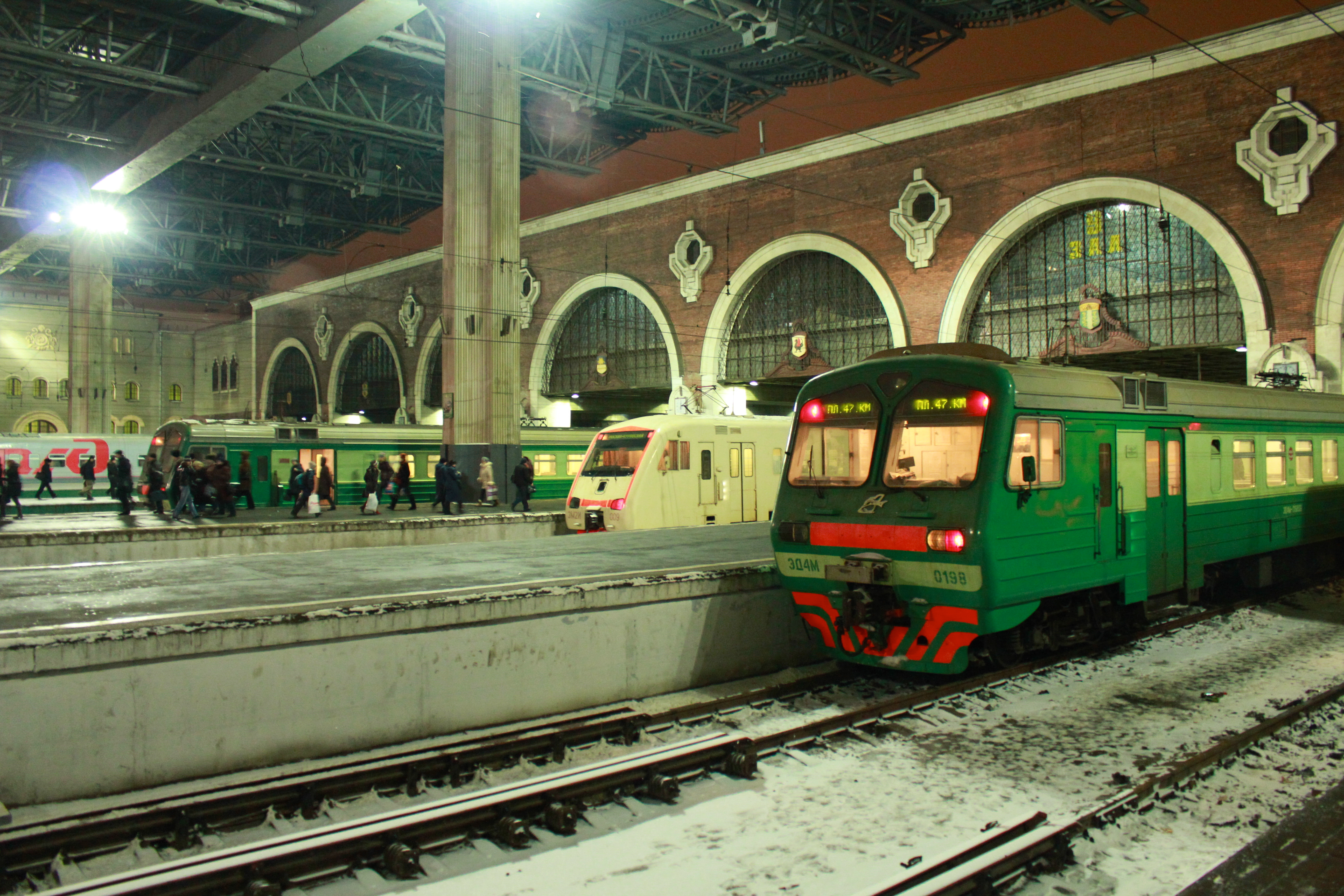
플랫폼

## 같이 보기
- 시베리아 횡단철도
- 우즈벡 철도